# Hipogeu da Via Dino Compagni
Hipogeu da Via Dino Compagni é uma catacumba romana localizada na Via Dino Compagni, no quartiere Appio-Latino de Roma, perto da Via Latina. Por causa disto, ele é conhecido também como Catacumba da Via Latina.

## História
Este hipogeu, cuja existência é completamente ignorada pelas fontes antigas, foi descoberto por acaso no início de 1956 durante as escavações para a construção da fundação de um novo edifício. A sua descoberta foi mantida em segredo até o final das obras de construção do edifício acima, o que provocou danos às pinturas e à estrutura da catacumba, causadas tanto pelos ladrões de túmulos oportunistas quanto pelas traves de concreto armado. Somente em novembro do mesmo ano o engenheiro Mario Santa Maria denunciou a descoberta à Pontifícia Comissão de Arqueologia Sacra. O padre Antonio Ferrua foi encarregado de visitar os ambientes e imediatamente percebeu a excepcionalidade da descoberta: a catacumba foi desenterrada nos meses seguintes e a obra terminou em junho de 1956.
O hipogeu, hoje propriedade privada, foi escavado para hospedar os túmulos de uma ou mais famílias aparentadas entre si e cujos membros não eram ainda completamente cristãos: este aspecto é evidente pelo fato de que a catacumba conserva muitas pinturas com temas pagãos e cristãos misturados. Ela foi utilizada por um breve período, cerca de cinquenta anos, do início do século IV até por volta de 350-360. Não se sabe o nome desta família.

## Topografia
A catacumba tem uma estrutura muito simples e se desenvolve em um nível único: duas galreias paralelas e distantes entre si cerca de 18 metros são atravessadas perpendicularmente por uma terceira, que termina com uma série de cubículos e criptas, que são as mais interessantes do ponto de vista pictórico e arquitetônico.
A antiga entrada está hoje obstruída pela construção recente logo acima e hoje se chega ao local através de um bueiro na calçada da Via Latina.

## Descrição
Leonella De Santis fez referência à afirmação, segundo a qual, para muitos estudiosos da arte cristã primitiva, o Hipogeu da Via Dino Compagni, devido à riqueza de suas decorações, representa uma verdadeira "pinacoteca do século IV":
| “ | Nos subterrâneos, a atmosfera é magnética, a emoção é grande. As cores, luminosas, envolvem o visitante em tons quentes de vermelho, marrom e roxo, com toques amarelos, ocre, laranja e vibrantes de azul, verde e cinza: as cenas pintadas, mais de cem, saltam de uma parede para outra criando um caleidoscópio colorido e variado. Por conta disto, ela foi definida pelos estudiosos como "pinacoteca do século IV"... | ” |
|   | — Leonella De Santis, Le catacombe di Roma, p. 281. |   |

Estas pinturas, que recobrem completamente as paredes internas do hipogeu, têm cenas com temas pagãos alternadas com outras do repertório cristão, do Antigo e do Novo Testamento.